# Geschäftsgebäude für die Zivilabteilungen des Landgerichts Berlin I und des Amtsgerichts Berlin I

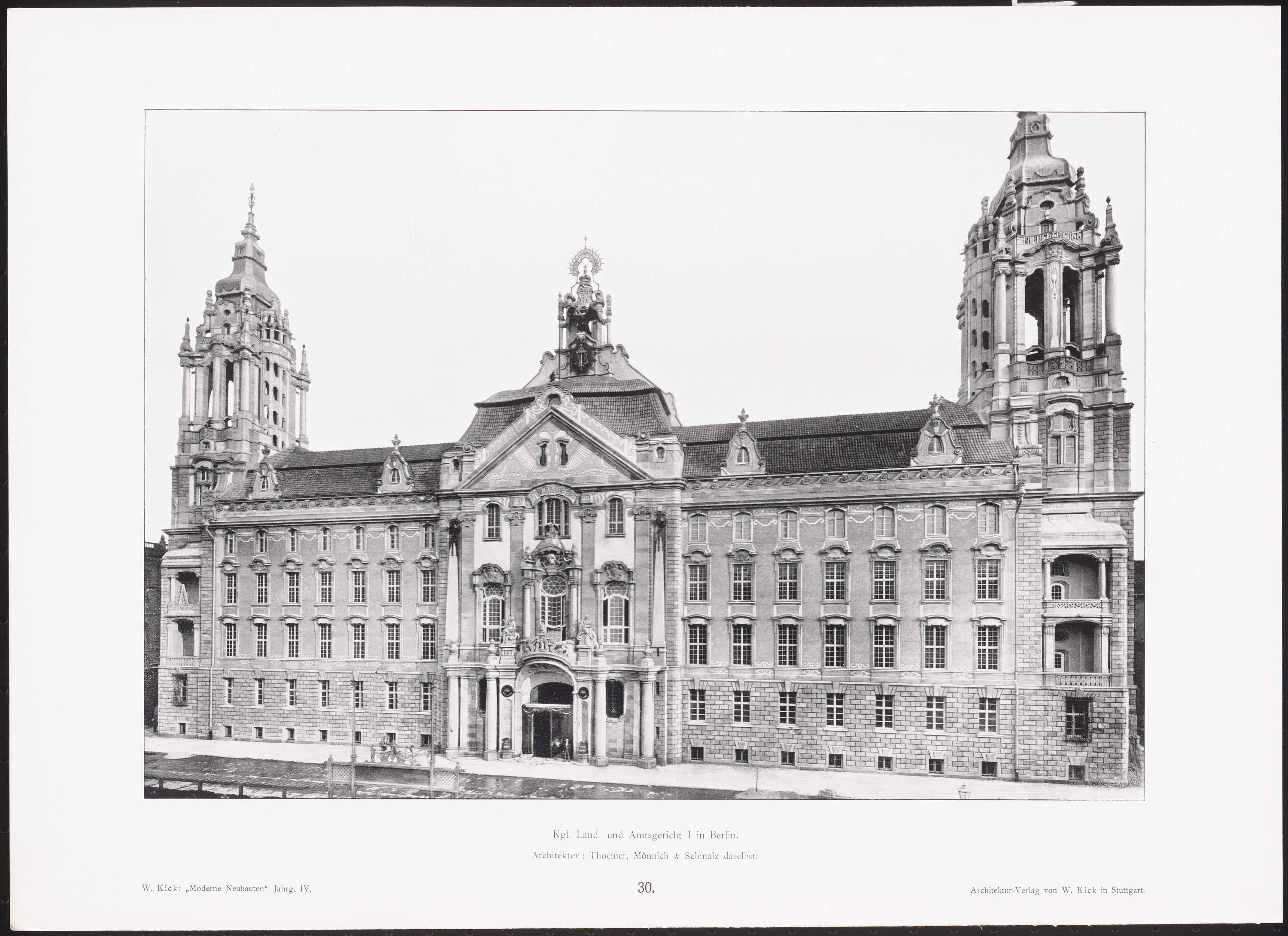
Gebäudetrakt des Landgerichts in der Grunerstraße, fertiggestellt 1902 und 1968/1969 abgebrochen

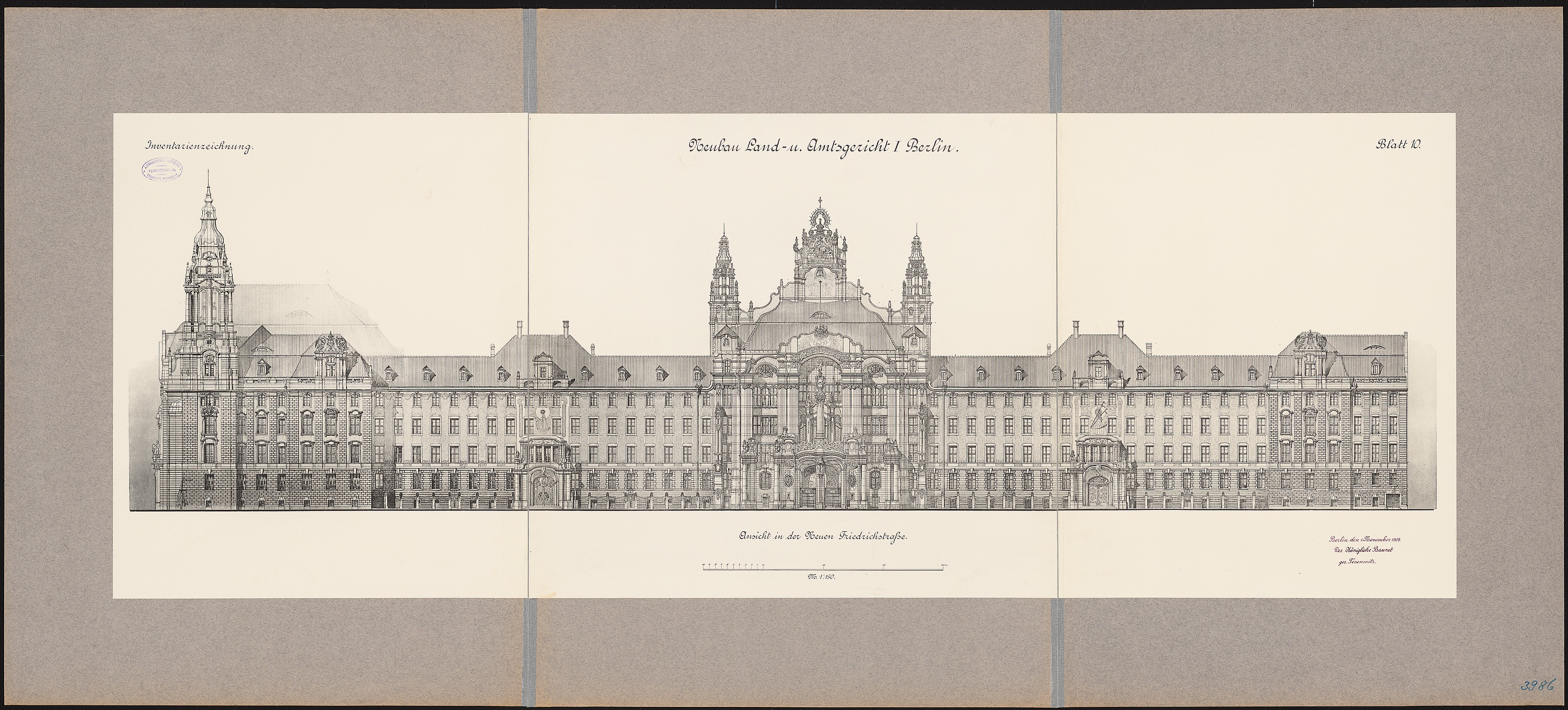
Inventarienzeichnung der Straßenfront an der Neuen Friedrichstraße, 1908

Das Geschäftsgebäude für die Zivilabteilungen des Landgerichts Berlin I und des Amtsgerichts Berlin I ist ein in der Littenstraße 12–17 (vor 1945: Neue Friedrichstraße) Ecke Grunerstraße im Berliner Ortsteil Mitte gelegener Justizgebäudekomplex, der von 1896 bis 1904 in mehreren Bauabschnitten errichtet wurde. Die erhaltenen Gebäudeteile sind Sitz des Amtsgerichts Mitte sowie ein Standort des Landgerichts Berlin II.

## Geschichte
Die Vorentwürfe für das Gebäude entstanden im preußischen Ministerium der öffentlichen Arbeiten unter maßgeblicher Beteiligung der ranghohen Baubeamten Paul Thoemer und Rudolf Mönnich, die Ausführung erfolgte unter Leitung von Otto Schmalz. Schmalz hatte den ursprünglichen Plänen vor allem zwei repräsentative Treppenhäuser und den Mitteltrakt des Gebäudes an der Littenstraße hinzugefügt. Außerdem veränderte er den ursprünglich noch stärker neobarocken Charakter der Architektur, die sich stark an früher gebaute Justizpaläste anlehnte. Es ist somit vermutlich auch Schmalz zu verdanken, dass der plastische Bauschmuck deutliche Einflüsse des Jugendstils zeigt, was für Bauten der staatlichen Bauverwaltung eher ungewöhnlich war. Die Modelle, nach denen der Bauschmuck ausgeführt wurde, stammten von dem Bildhauer Otto Richter.

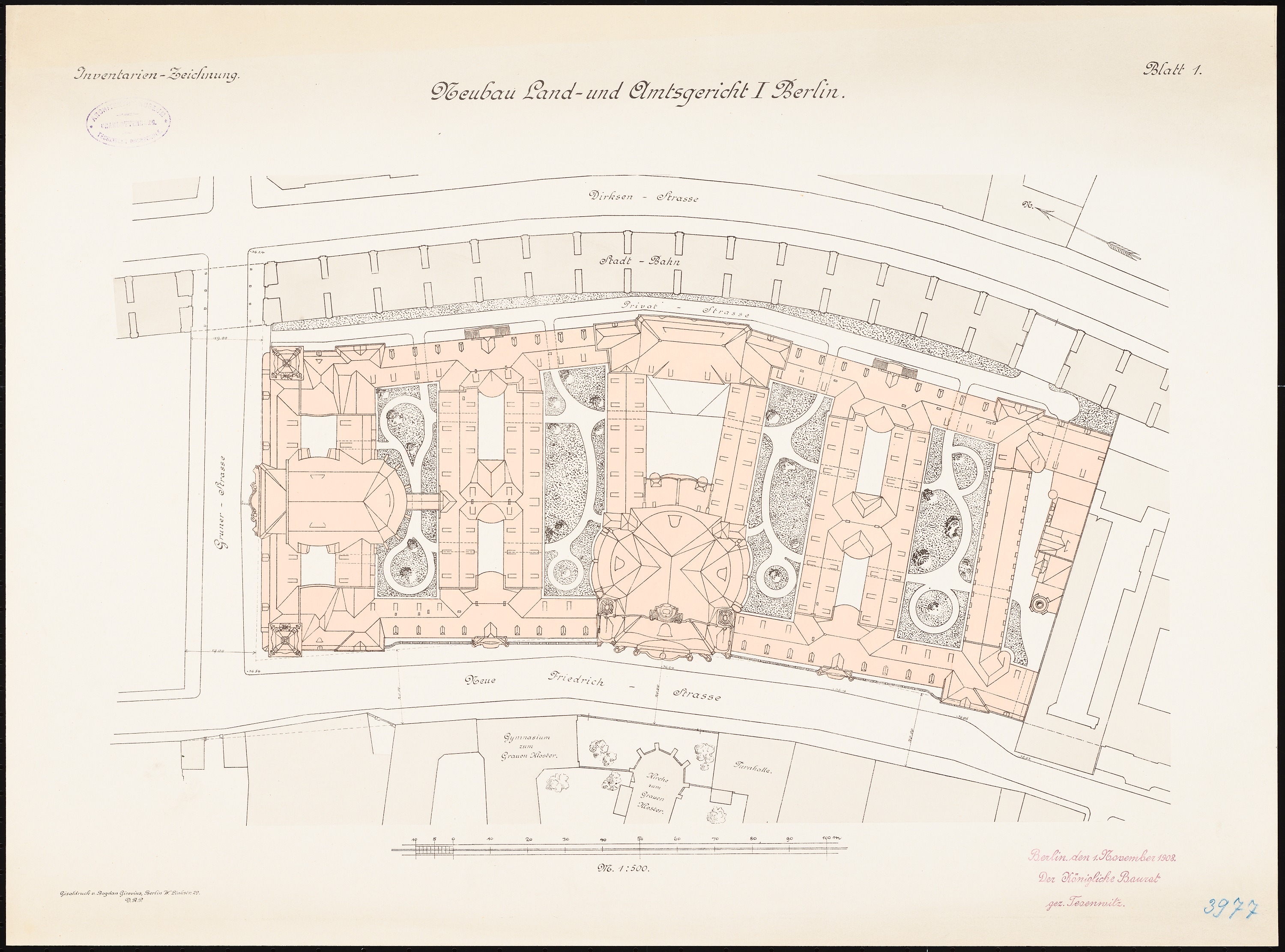
Lageplan 1:500 des Gebäudekomplexes, 1908

Im Zweiten Weltkrieg erlitt das Bauwerk stärkere Schäden, die zu einer vereinfachten Wiederherstellung führten. Die Querflügel, der Bauschmuck und der Dachbereich wurden nicht im ursprünglichen Zustand wiederhergestellt.
Der nördliche Gebäudeteil des Landgerichts Berlin I – etwa ein Viertel des ursprünglichen Gesamtkomplexes – wurde von 1968 bis 1969 im Rahmen der städtebaulichen Neuordnung der Stadtmitte zugunsten einer Verbreiterung der Grunerstraße abgebrochen. In den 1990er Jahren wurde der verbleibende Gebäudekomplex unter denkmalpflegerischen Gesichtspunkten umfassend saniert. Dabei wurden auch die Innenhöfe unter gartendenkmalpflegerischen Gesichtspunkten wiederhergestellt.
Er dient heute als einer von drei Standorten des Landgerichts Berlin sowie als Sitz des Amtsgerichts Mitte und steht unter Denkmalschutz.
Zu Zeiten der DDR waren in dem Gebäudekomplex das Oberste Gericht der DDR, das Stadtgericht Berlin, die Stadtbezirksgerichte Mitte, Prenzlauer Berg und bis zu seinem Auszug Friedrichshain, das Staatliche Notariat sowie die Strafverfolgungsbehörden der Generalstaatsanwaltschaft, das Militärgericht und der Militärstaatsanwalt untergebracht.

## Lage und Baubeschreibung
Das Gebäude wurde erbaut, um die gesamten Zivilabteilungen des Landgerichts Berlin I und des Amtsgerichts Berlin I aufzunehmen. Der Eingang zum Landgericht befand sich in der Grunerstraße 8, der zum Amtsgericht in der Neuen Friedrichstraße 17. Es entstand auf einem Grundstück, das bereits dem Fiskus gehörte, und auf dessen südlichem Teil ein älteres Kadettenhaus stand, das bereits nach Inkrafttreten des reichseinheitlichen Gerichtsverfassungsgesetzes von 1879 im Zuge der damit verbundenen Umstrukturierung des Gerichtswesens als Gerichtsgebäude genutzt worden war. An der Ostseite wird das Grundstück begrenzt von der Trasse der Stadtbahn, an der nördlichen Schmalseite von der Grunerstraße, im Westen von der Littenstraße (damals: Neue Friedrichstraße). Nach Süden war der Rest des Straßenblocks bis zur Voltairestraße für eventuelle künftige Erweiterungsbauten vorgesehen. Die Struktur des Gebäudes lässt sich als Blockrandbebauung mit vier innen liegenden Querflügeln beschreiben, dabei waren einzelne Flügel beziehungsweise Verbindungstrakte so angeordnet, dass insgesamt zwölf größere und kleinere Innenhöfe entstanden. Mit dem Neubau wurde auf dem nördlichen Grundstücksteil begonnen, um den Altbau wegen des starken Raummangels der Justiz noch bis zur Fertigstellung des ersten Bauabschnitts nutzen zu können.

## Architektur

### Außenbereich
Der heutige repräsentative Haupteingang des viergeschossigen Putzbaus befindet sich an der Littenstraße, in dem ursprünglichen Mitteltrakt der Gesamtanlage, der erst als zweiter Bauabschnitt errichtet wurde. Konstruktiv ist das Gebäude ein Massivbau mit durchweg ebenfalls massiven Decken. Die fünfachsige Hauptfassade an der Littenstraße wird von ionischen Kolossalpilastern gegliedert und bildet mittig einen Giebel. Der gesamte Erdgeschossbereich ist rustiziert. Das Doppelportal verlor beim Wiederaufbau nach 1945 den Ornamentschmuck und die schmiedeeisernen Portalflügel.

### Innenbereich
Eine hohe überwölbte Halle, die sich über alle Geschosse erstreckt, bildet das Vestibül, in dem schlanke profilierte Pfeiler und emporenartige Umgänge mit Balkonen eine hohe Aufenthaltsqualität bieten.
Das große, repräsentative Haupttreppenhaus betont die Würde des Gerichts. Es reicht bis ins Dachgeschoss, wobei die Schauseiten in Cottaer Sandstein gearbeitet sind. Der Raum wird von einem kleeblattförmigen Gewölbe überspannt, das an den Knickpunkten auf Säulenpaaren ruht. Die Spannweite beträgt 23 Meter bei einer Länge von 35 Metern, die Scheitelhöhe über dem Fußboden der Halle beträgt 28 Meter. Seitwärts wird der Raum durch die doppelläufigen Treppen begrenzt. Die Haupttreppe ist als doppelter Wendelstein gestaltet.
Die Decken über den Fluren der unteren Geschosse sind gewölbte Massivdecken, über den Geschäftsräumen und dem größten Teil des obersten Flures sind sie als Koenen’sche Voutendecken ausgeführt – eine von dem Bauingenieur Mathias Koenen für dieses Bauwerk entwickelte, später weiter ausgereifte und weit verbreitete Bauweise. Die Flure erhielten einfarbig durchmusterte Linoleum-Bodenbeläge, ihre Wände waren beiderseits mit 50 cm breiten Streifen aus vollfarbig roten Fliesen versehen. Zusammen mit den Türrahmungen aus rotem Sandstein sollte diese Gestaltung die monumentale Wirkung steigern. Die Türen zum Flur waren in beiden Hauptgeschossen aus Eichenholz.

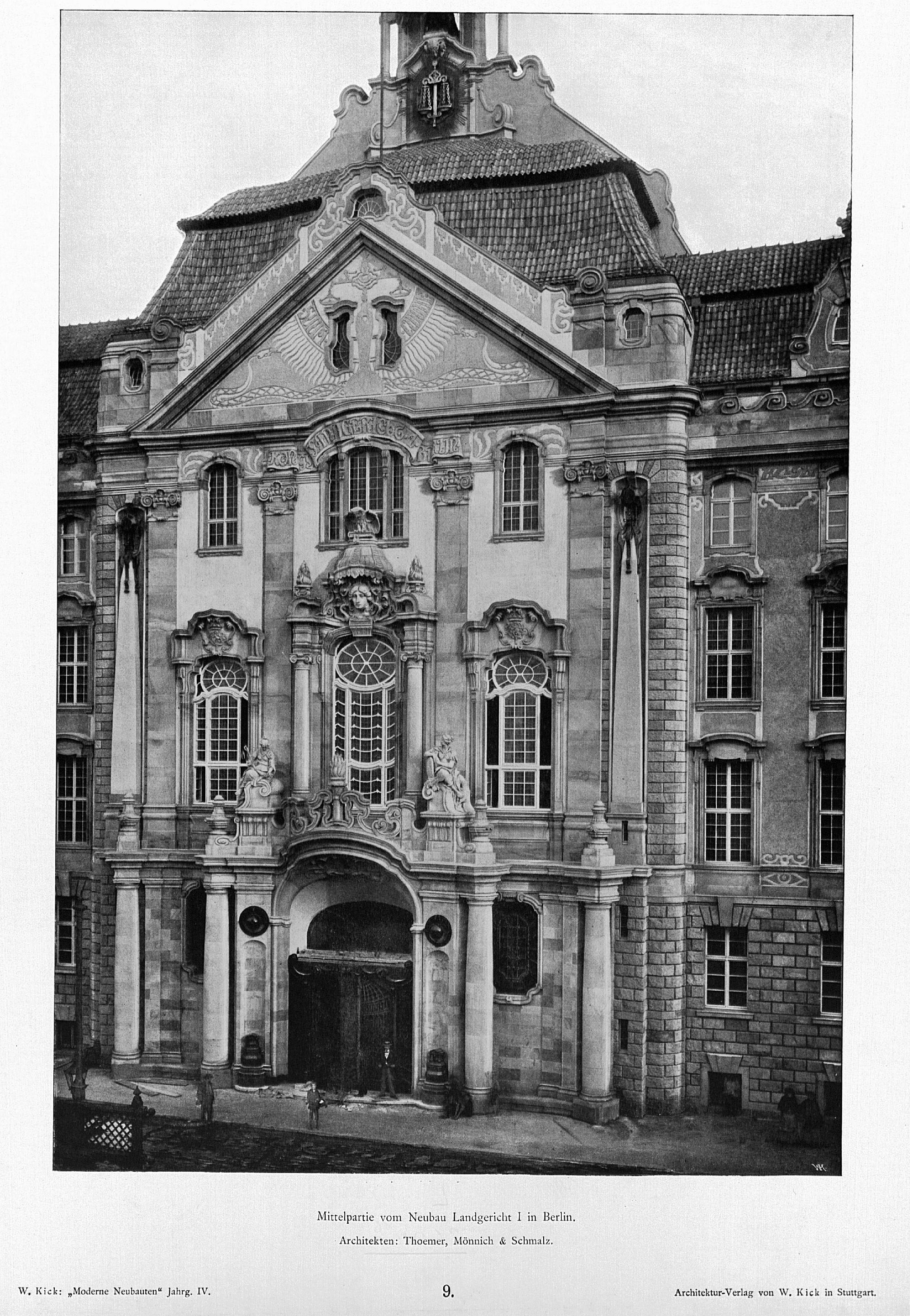
Mittelrisalit, Eingang Landgericht, ca. 1905
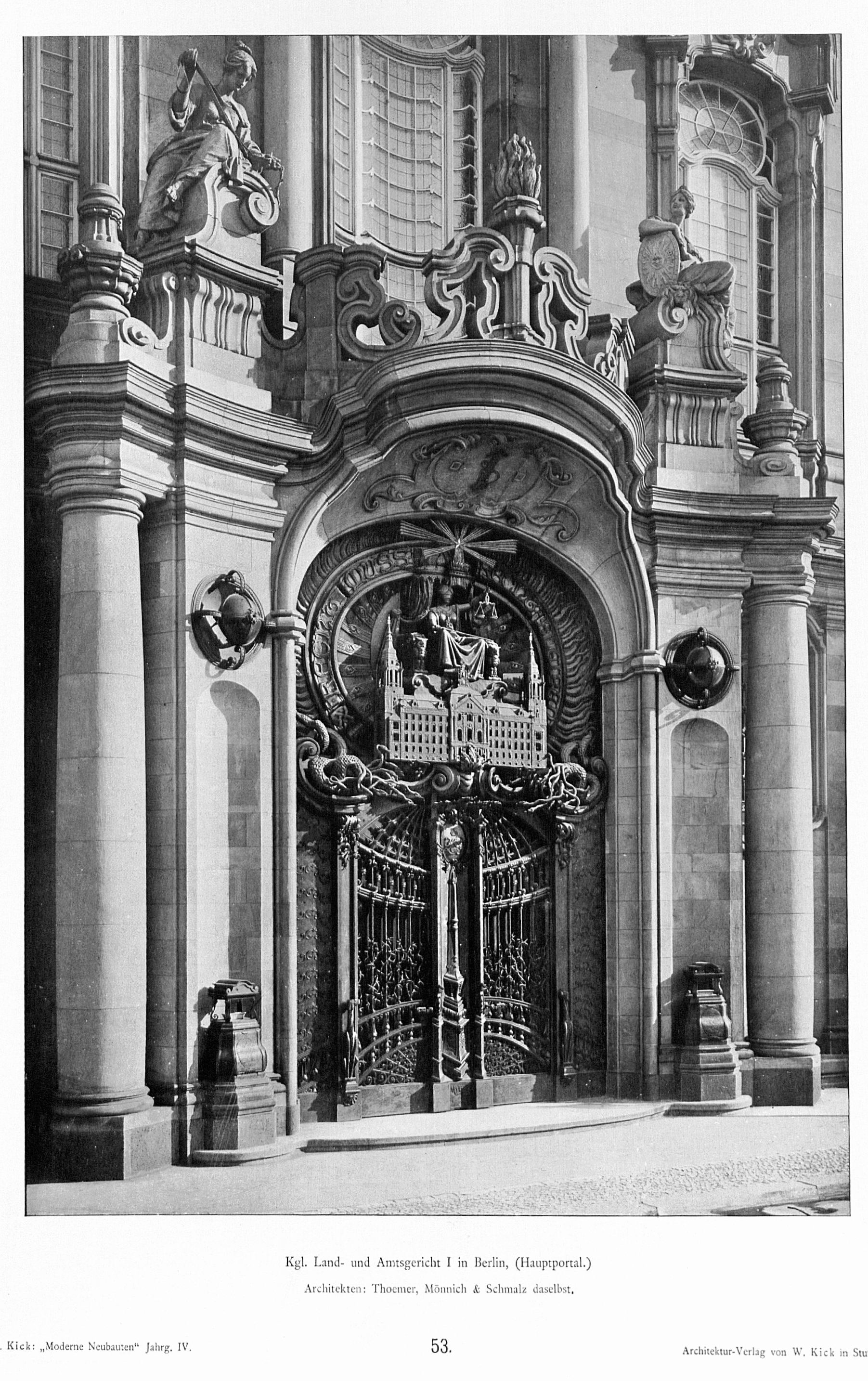
Hauptportal Amtsgericht, ca. 1905
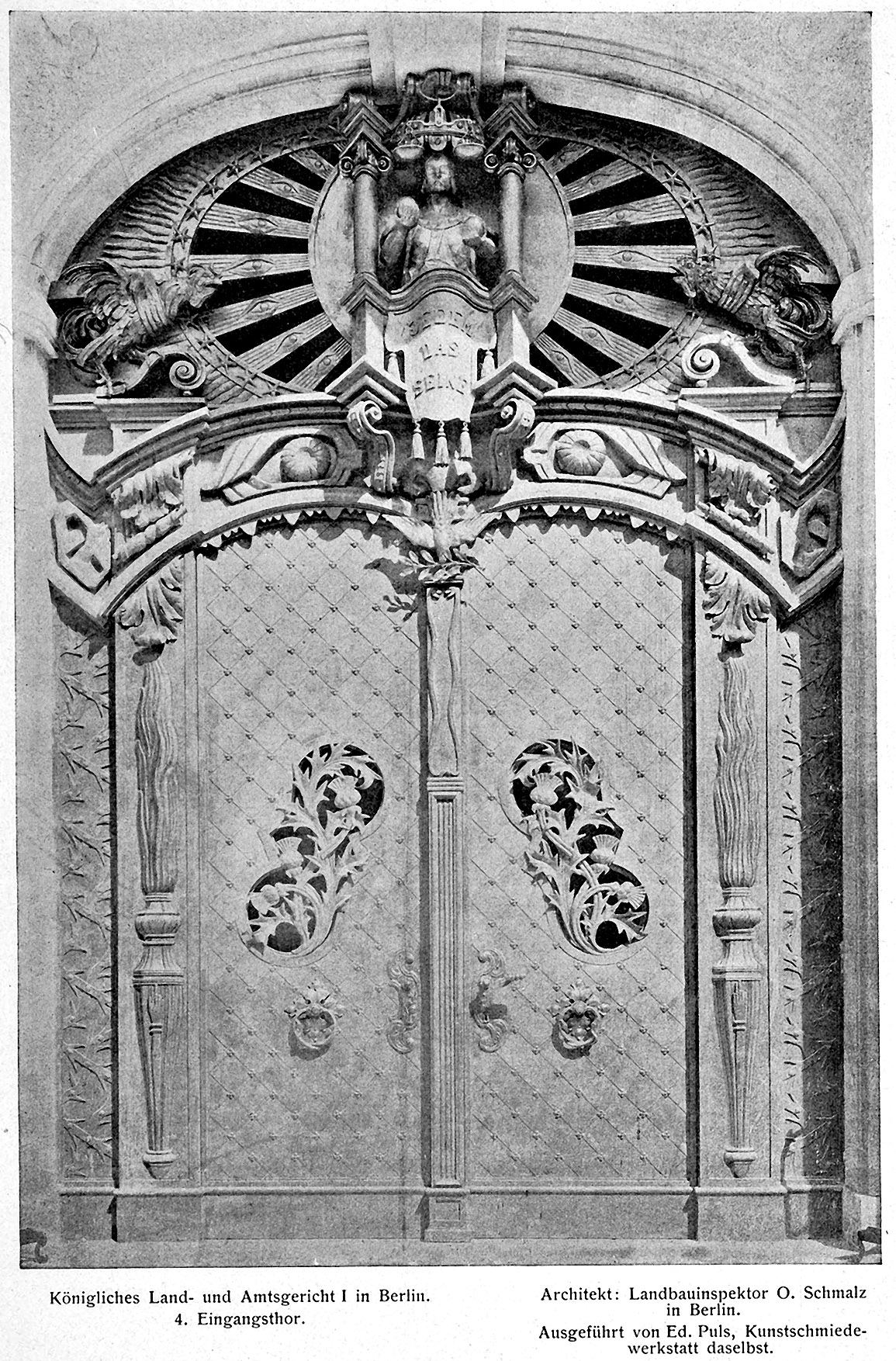
Schmiedeeisernes Tor 4 von Eduard Puls
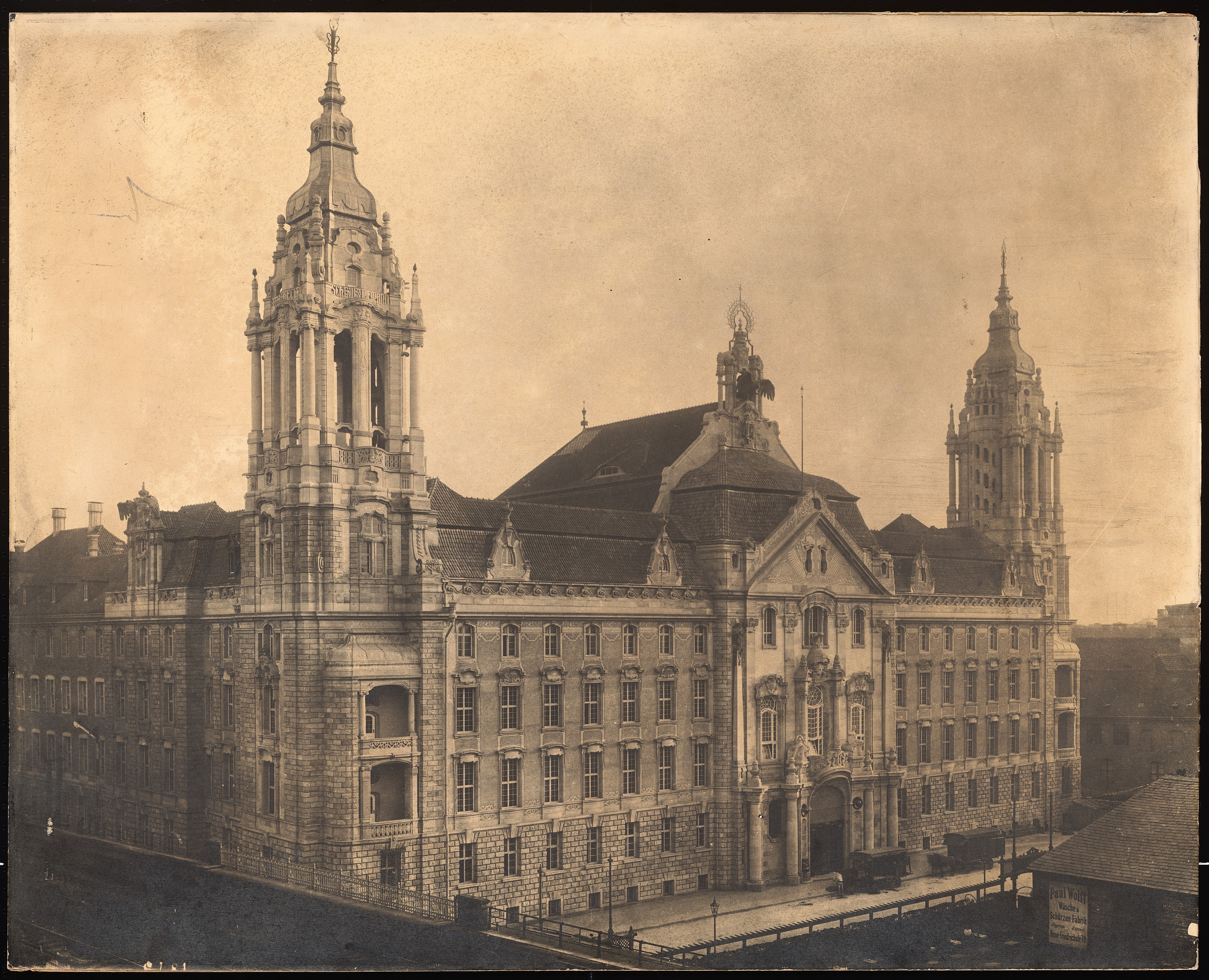
Ansicht der Fassade von der Grunerstraße aus gesehen, ca. 1900
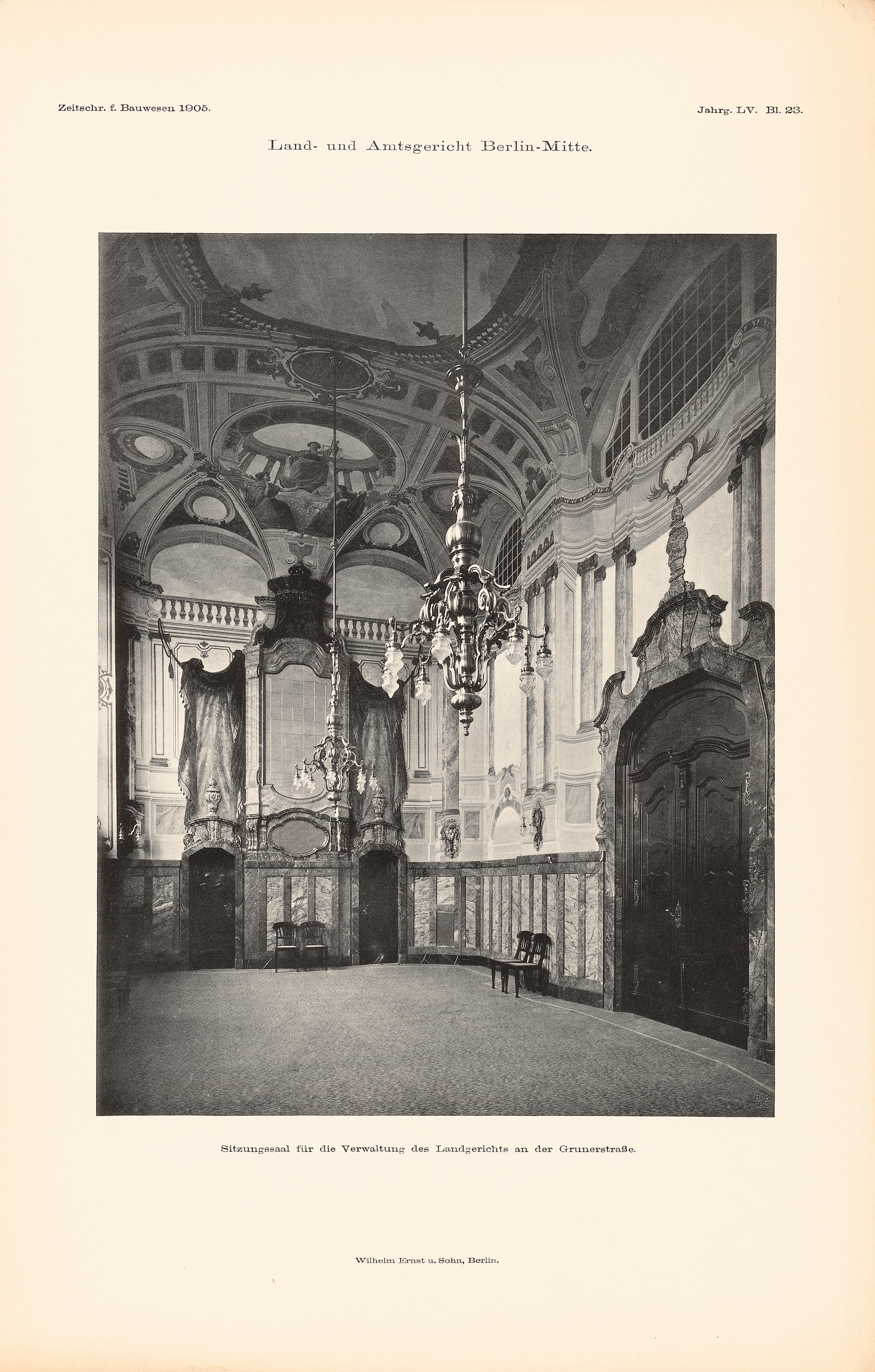
Sitzungssaal für die Verwaltung des Landgerichts, ca. 1905
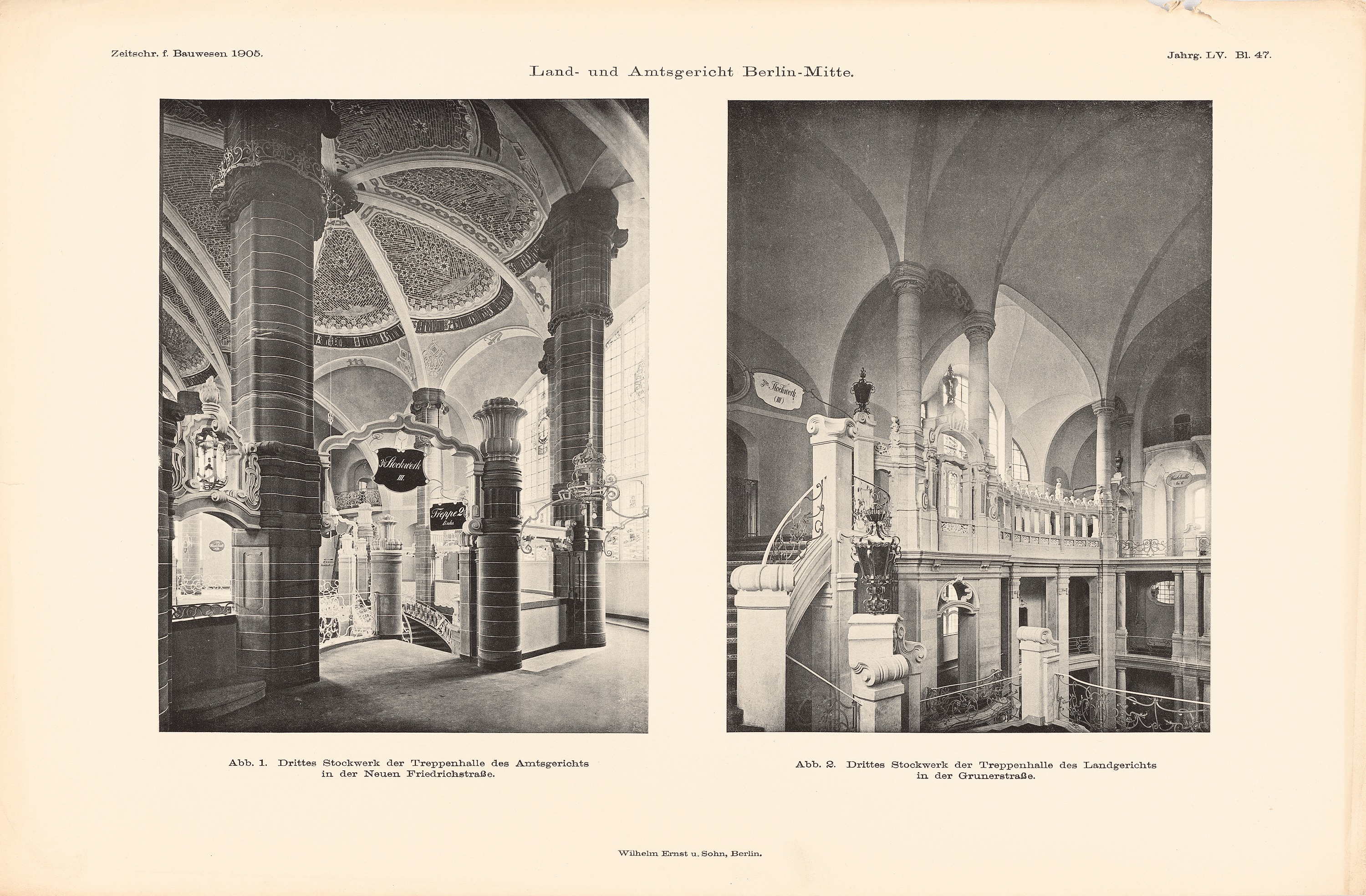
Drittes Stockwerk der Treppenhallen, ca. 1905
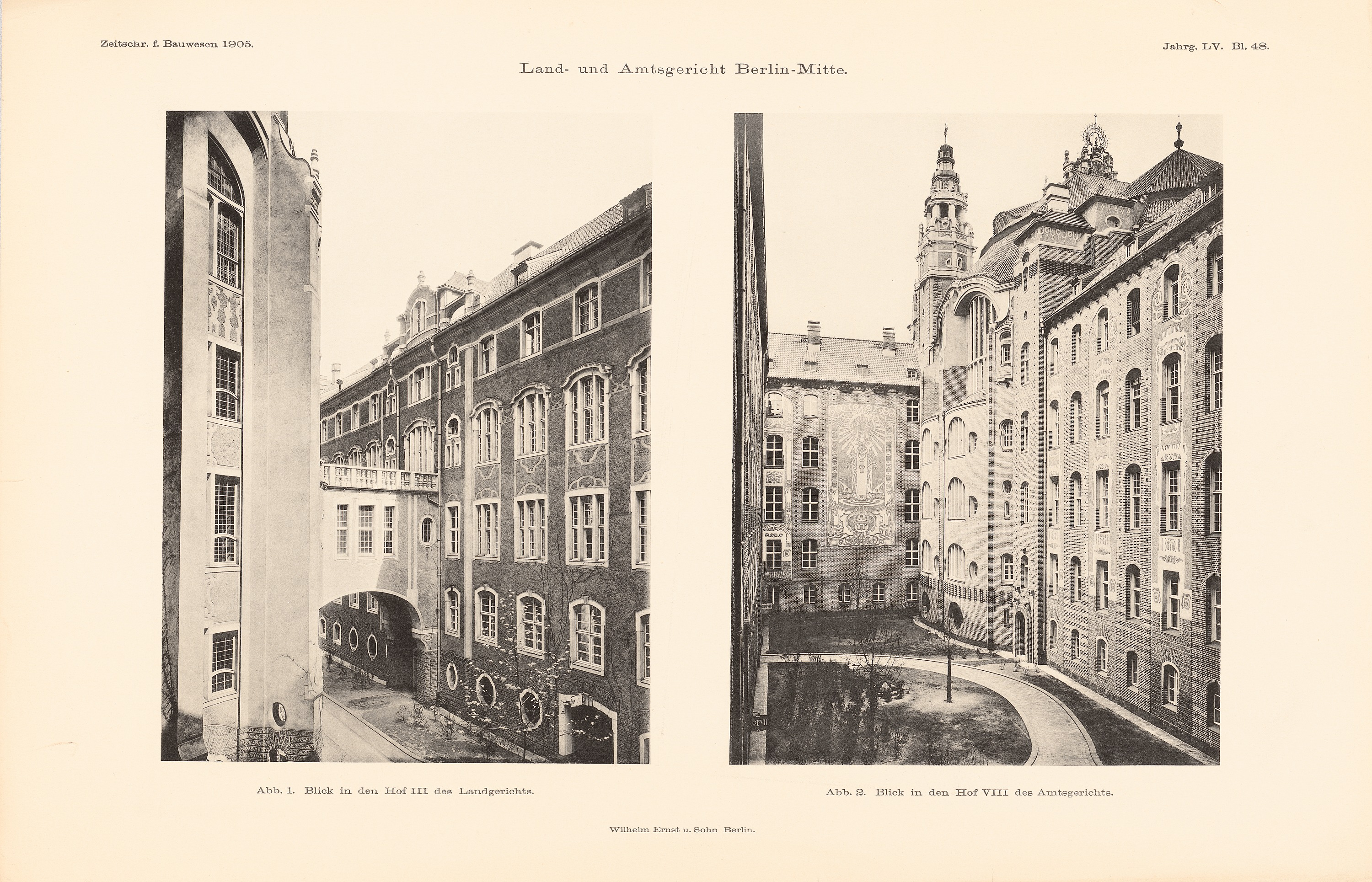
Blick in die Innenhöfe III (Landgericht) und VIII (Amtsgericht), 1905
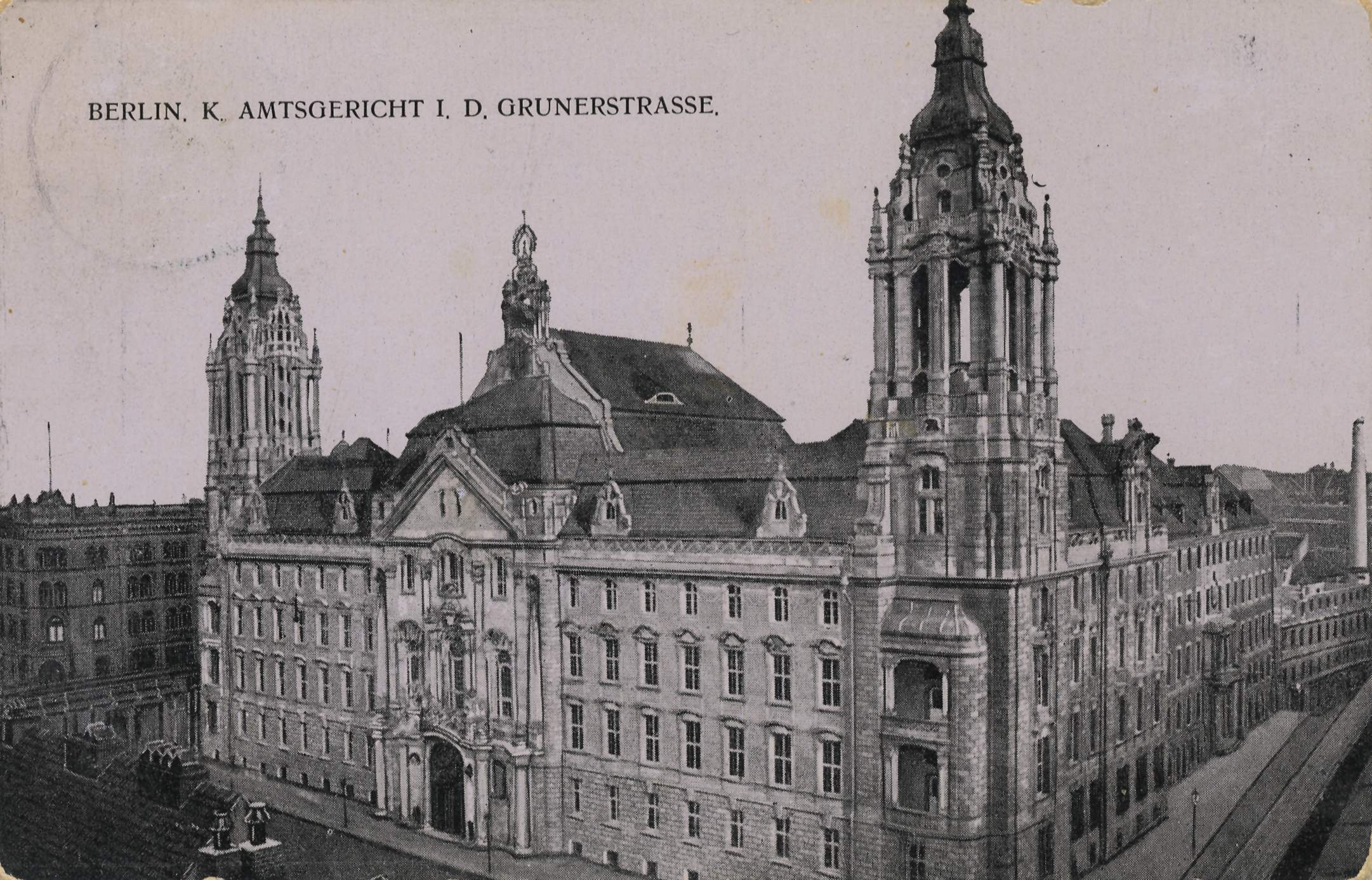
Während der Bauarbeiten: Der südliche Bauabschnitt in der Neuen Friedrichstraße ist noch nicht fertiggestellt, um 1900
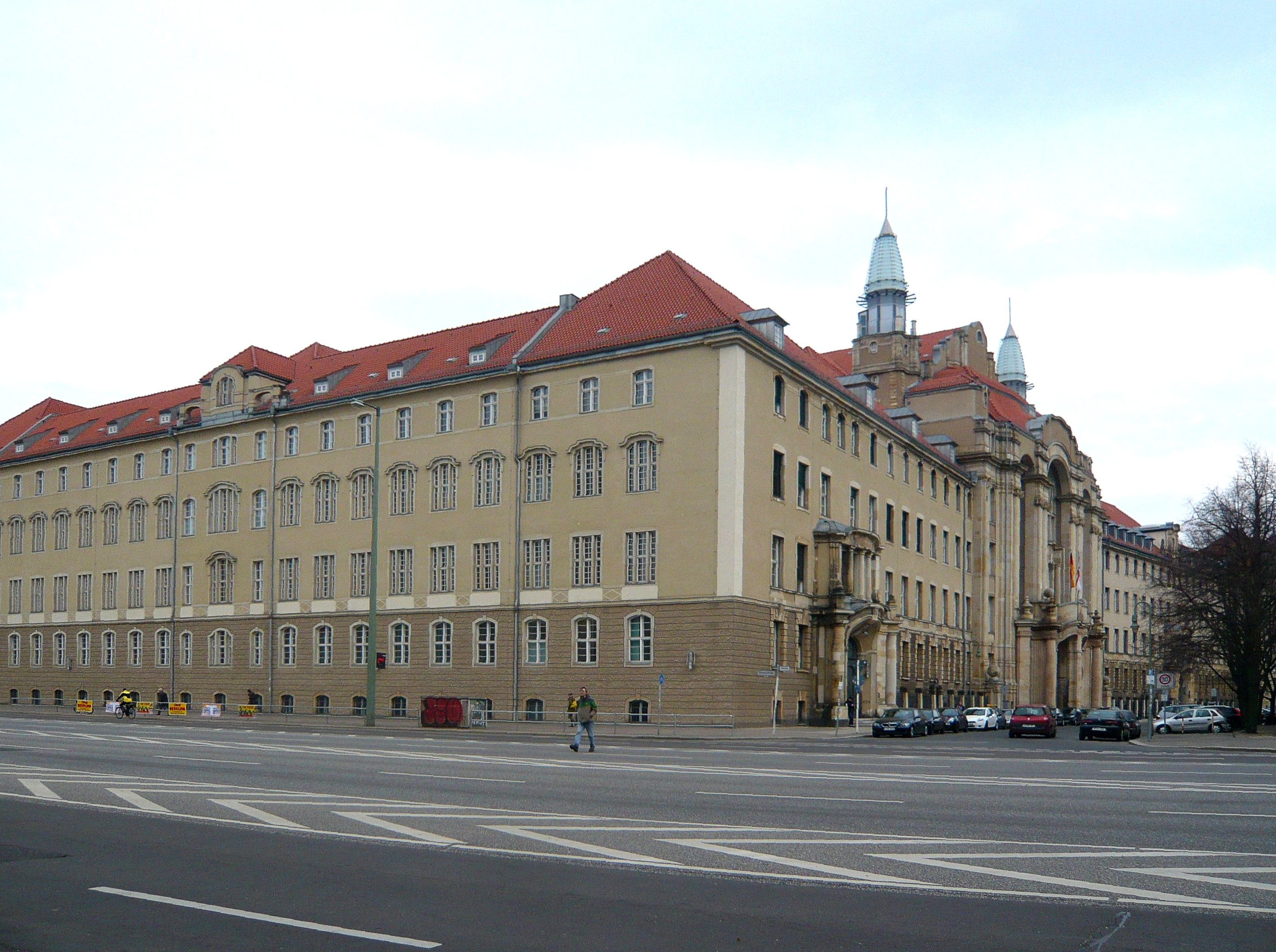
Ähnliche Perspektive mit heutigem Gebäudekomplex (mit fehlender ursprünglicher Front entlang der Grunerstraße)
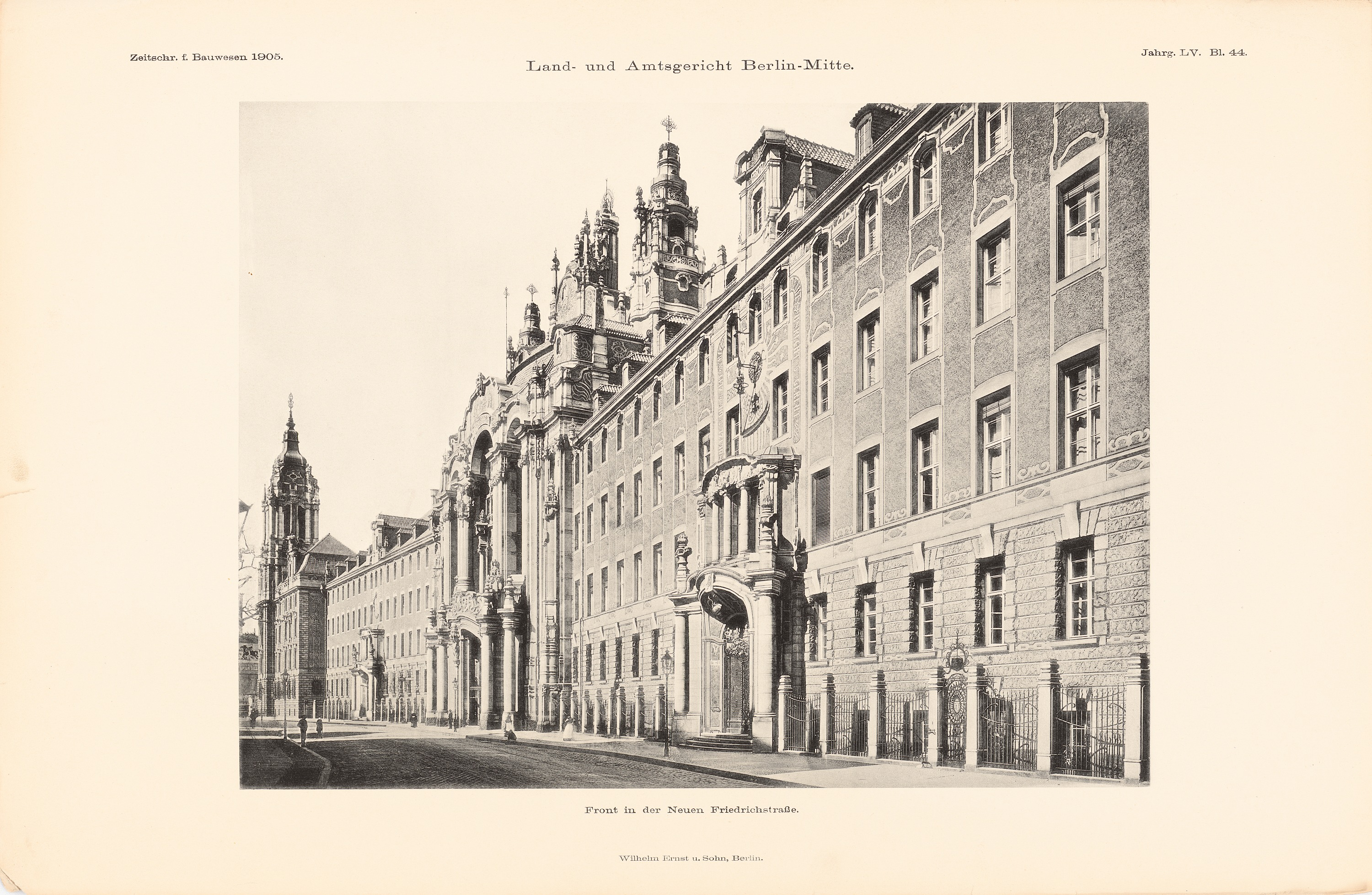
Ansicht von der Neuen Friedrichstraße, ca. 1900
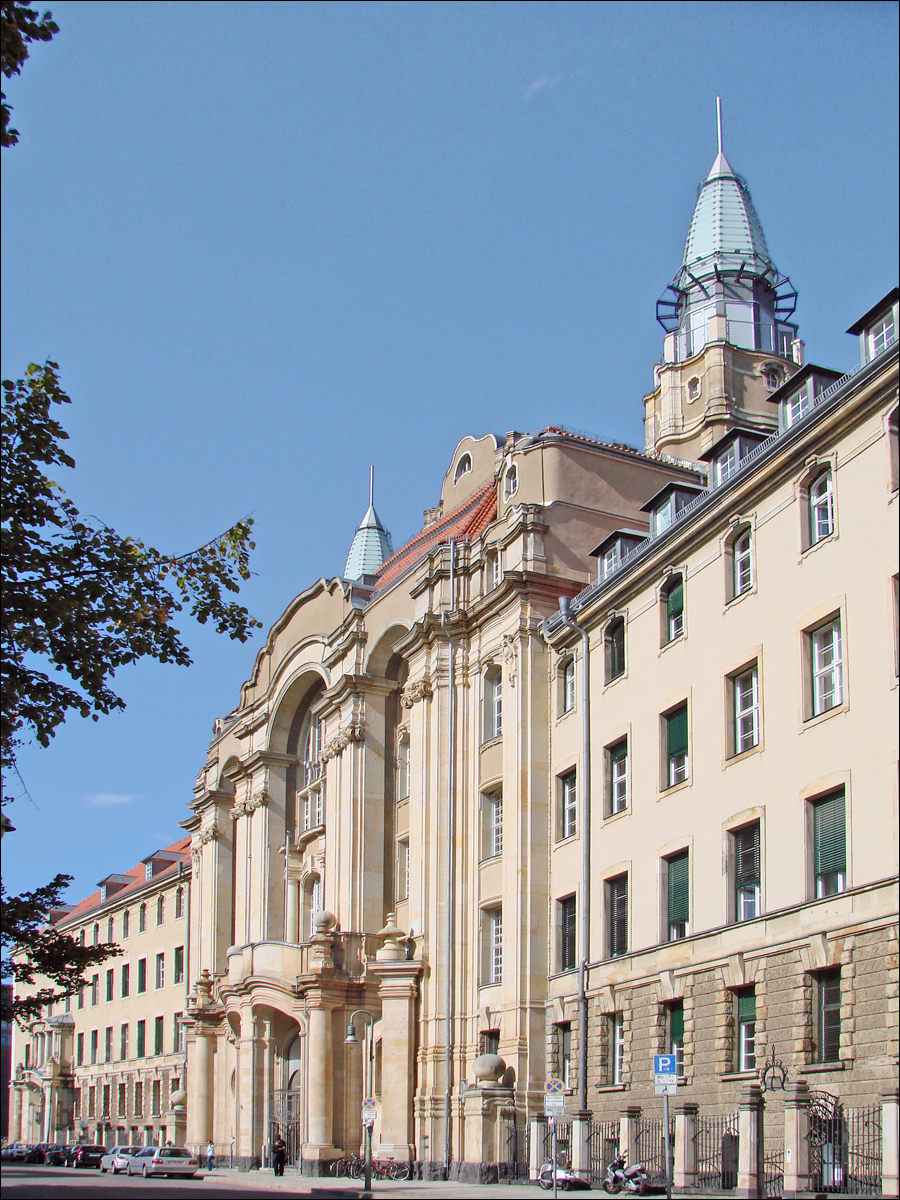
Ähnliche Perspektive in 2011
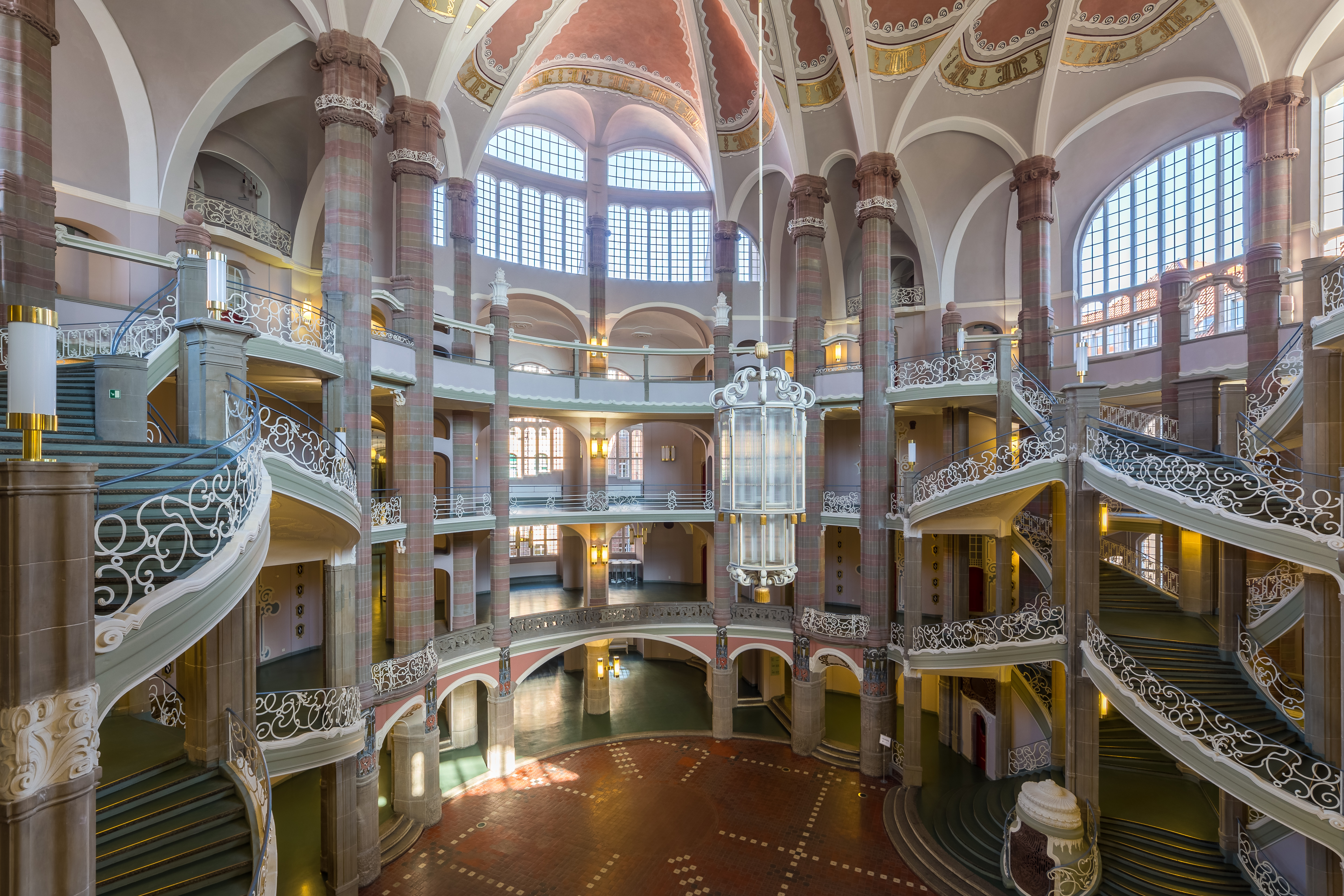
Eingangshalle in der Littenstraße
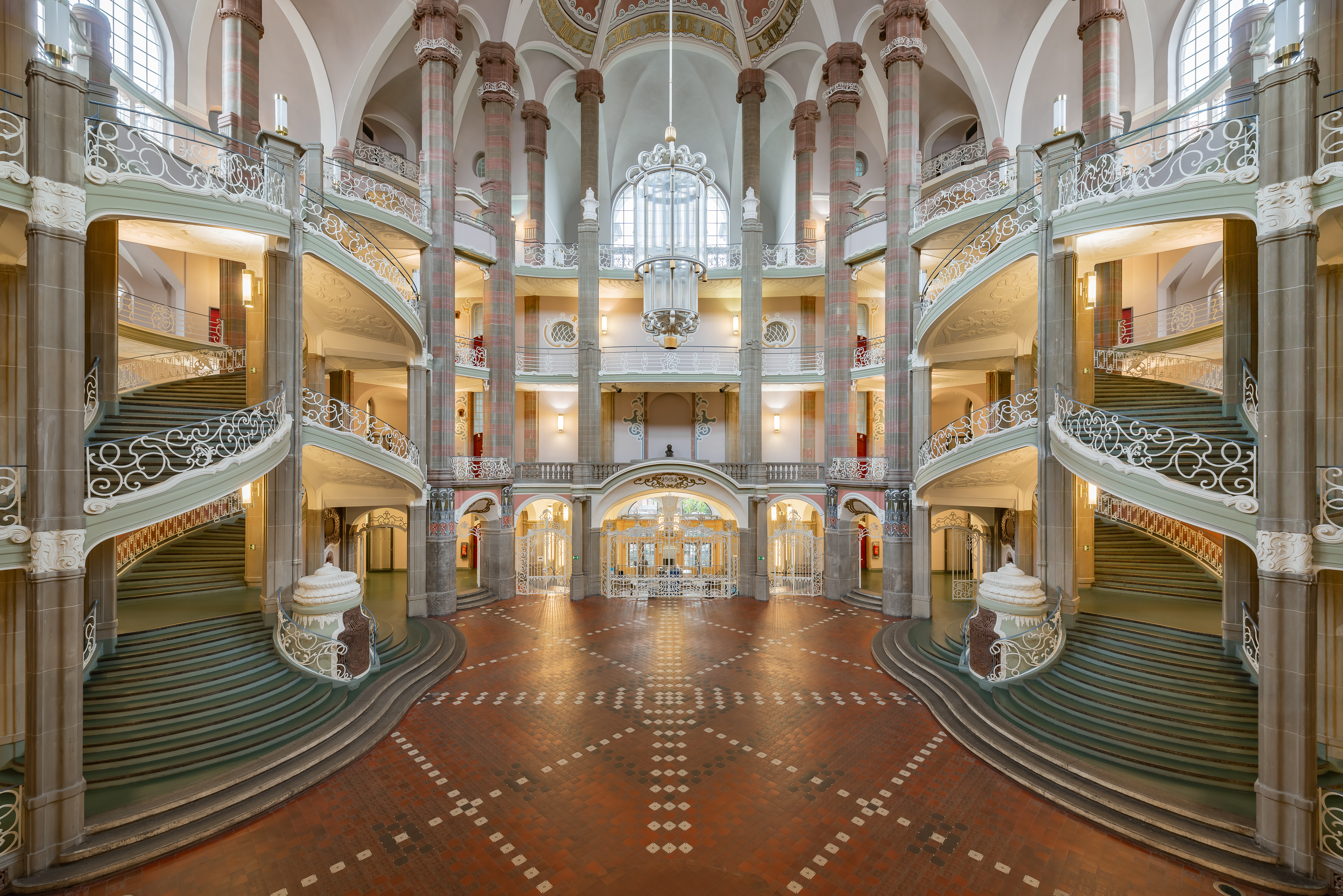
Haupttreppenhaus